# .mobi
.mobi è un dominio di primo livello generico introdotto nel 2005.
Il dominio è stato richiesto dalla società irlandese DotMobi. Nel 2009 il consiglio di amministrazione era composto da rappresentanti di Nokia, Vodafone, Microsoft, tra i richiedenti del dominio, Ericsson, Google, Samsung Electronics, Telefónica, TIM, T-Mobile e Visa. Nel 2017 ICANN e Afilias hanno rinnovato il contratto equiparando il dominio ad altri domini generici quali .cat, .jobs, .pro, .tel e .travel.
Negli anni 2000 il dominio è stato utilizzato per siti web ottimizzati per l'utilizzo su dispositivi mobili quali telefono cellulare o palmari. Uno di questi era Wapedia, che è stato chiuso nel 2013. Tra i critici del dominio figura Tim Berners-Lee.